# Oberpöring
Oberpöring este o comună aflată în districtul Deggendorf, landul Bavaria, Germania.